# Hesensen

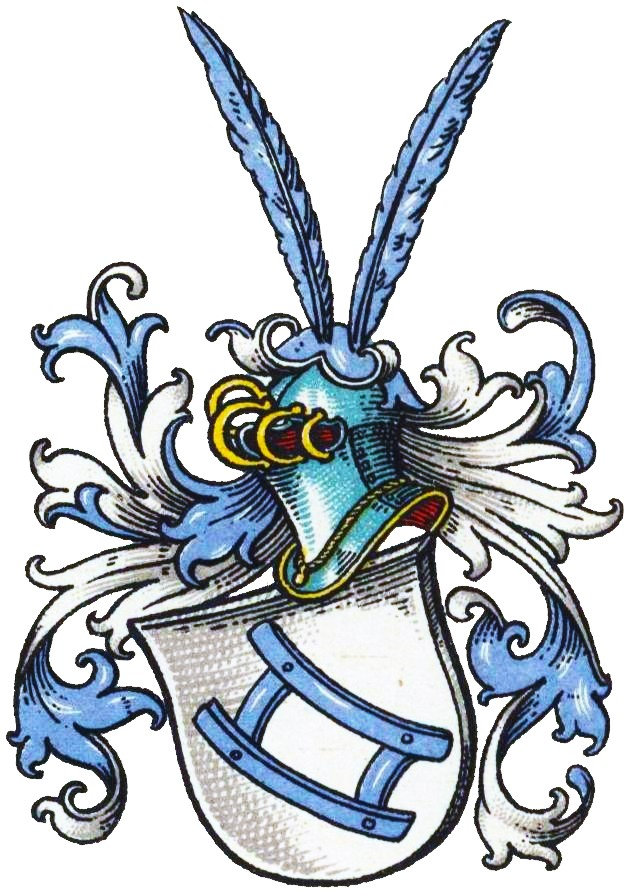
Wappen derer von Hesensen im Wappenbuch des Westfälischen Adels

Hesensen (auch Heßensen, Hessensen, Hessenhusen o. ä.) ist der Name eines erloschenen niedersächsisch-westfälischen Adelsgeschlechts.

## Geschichte
Das Geschlecht hat seinen Namen von dem Ort Heeßen im Landkreis Schaumburg in Niedersachsen und hatte Besitz im Stift Minden.
1416 kaufte Heinrick von Hessensen zwischen dem Reinsdorfer Berge, dem Lyhrer Felde, kleinen Riesen, Bosleime und der Landwehr to dem Nilende. Derselbe verkaufte 1427 seinen Hof in Stadthagen an Ottrawe von Landesberg für 200 gute vollwichtige Rheinische Gulden.
Bodo von Hesensen († 1443) war ab 1415 Kanoniker in Braunschweig. 1438 kaufte er (Bodo von Hessenhusen anders genant Hessensen) für 100 Rheinischen Gulden einen jährlichen Zins von 1 Mark, der nach seinem Tode jährlich an seinem Todestag, an welchem eine Gedächtnisfeier für ihn, seinen Vater Bodo von Hessenhusen, seine Mutter Mycke van Ebbinghusen, seinen Bruder Heinrich, seine Schwester Kunigunde von Hessenhusen, Äbtissin von Rinteln, und die Braunschweiger Herzöge zu halten war, von dem Bursarius verteilt werden sollte. 1443 wurden die Brüder Boden und Hinrike van Hesensen mit den Zehnten zu Hobbensen in der Grafschaft Schaumburg belehnt. Knappe Heinrich von Heßensen tritt noch 1476 als Urkundenzeuge auf.

## Wappen
Blasonierung: In Silber ein blauer schrägrechtsgestellter Schlitten. Auf dem Helm mit blau-silbernen Helmdecken zwei blaue Fasanenfedern.